# Viliam Macko
Viliam Macko (* 22. října 1981 v Prešově) je slovenský fotbalový záložník, momentálně působící v slovenském klubu FK Soľ.

## Klubová kariéra
Svoji fotbalovou kariéru začal v 1. FC Tatran Prešov. Dále působil v: MFK Ružomberok, FC ViOn Zlaté Moravce, Honvéd Budapešť, MFK Dolný Kubín, Ang Thong FC.
V dresu Ang Thong FC vstřelil v dubnu 2014 ekvilibristický gól z ostrého úhlu proti týmu BBCU Nonthaburi, když míč poslal za brankáře pravou nohou přes levou.